# Trzeci rząd Winstona Churchilla

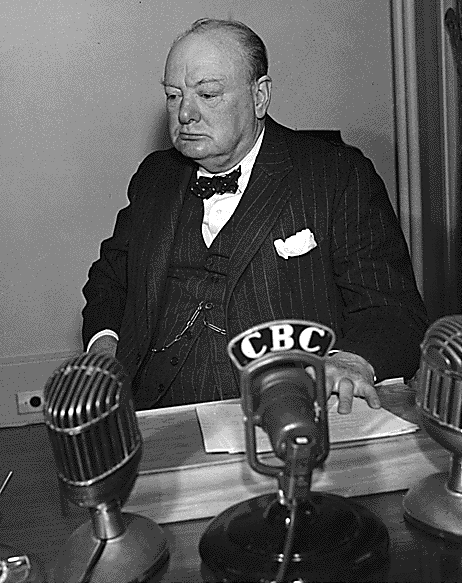
Winston Churchill, premier, pierwszy lord skarbu, minister obrony

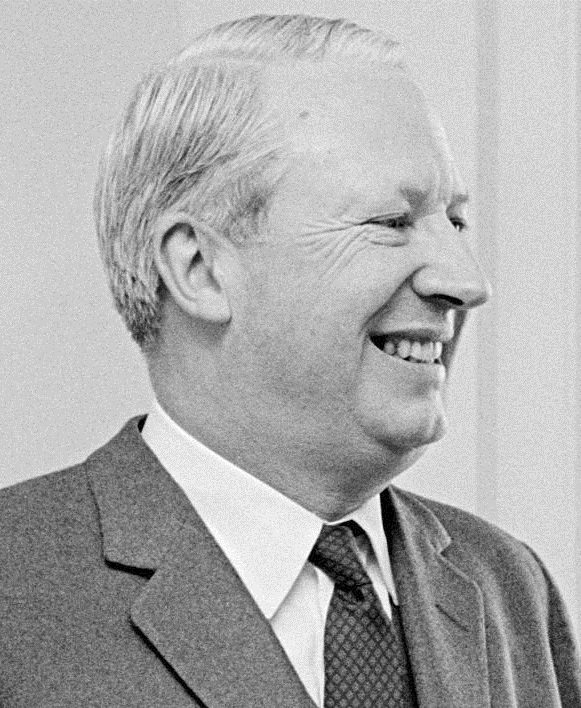
Edward Heath, lord skarbu

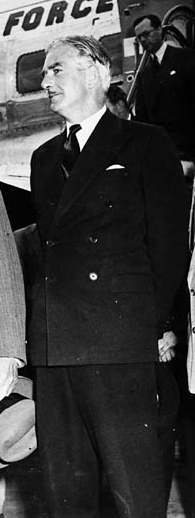
Anthony Eden, minister spraw zagranicznych

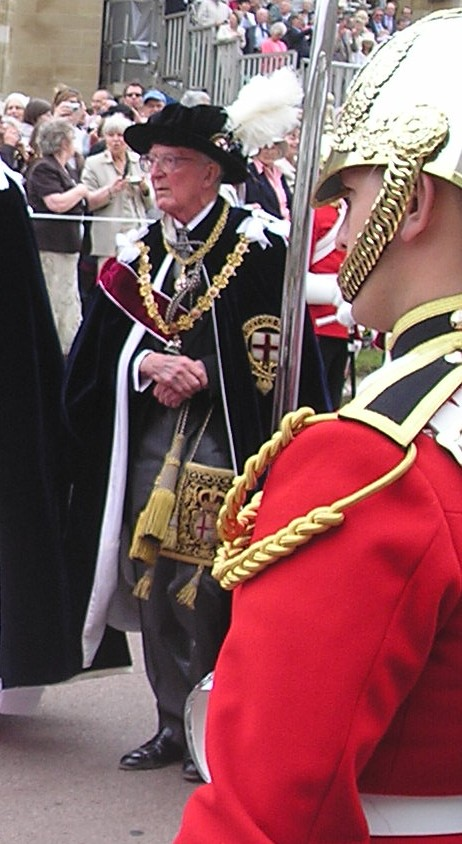
Baron Carrington, parlamentarny sekretarz w ministerstwie rolnictwa i rybołówstwa, parlamentarny sekretarz w ministerstwie obrony

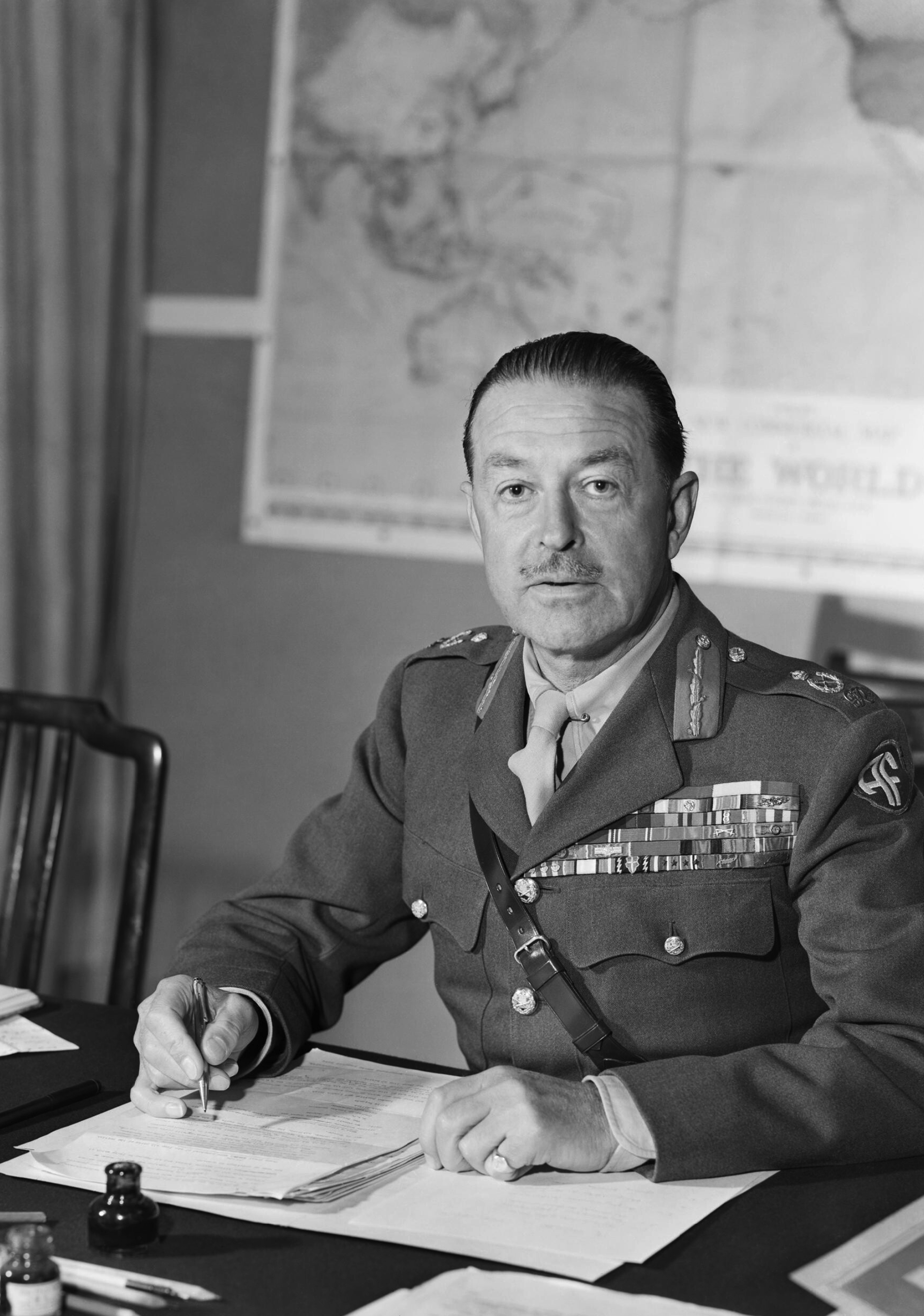
Hrabia Alexander of Tunis, minister obrony

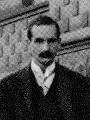
Wicehrabia Cherwell, Paymaster-General

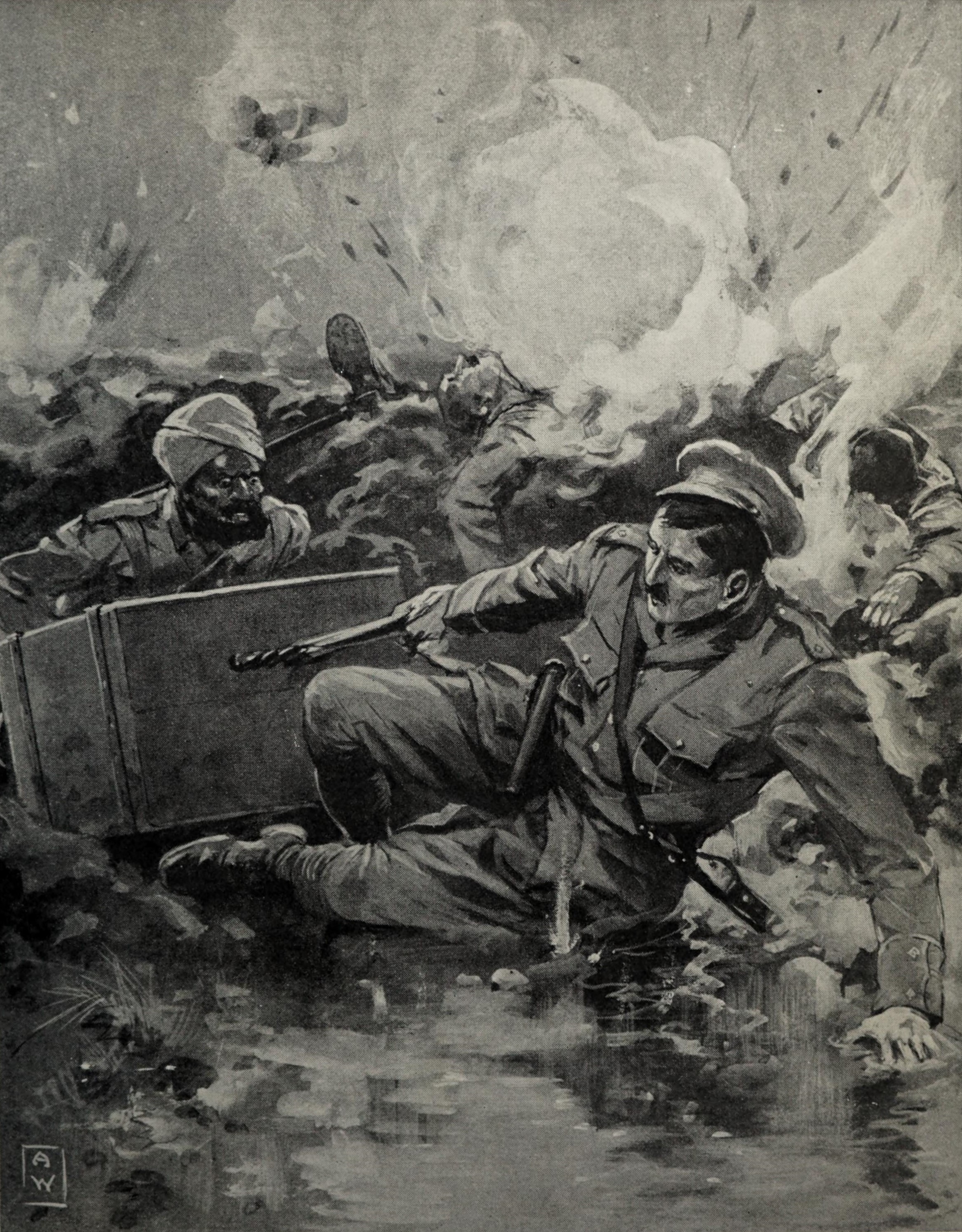
John George Smyth, parlamentarny sekretarz w ministerstwie emerytur

Trzeci rząd Partii Konserwatywnej pod przewodnictwem Winstona Churchilla powstał 26 października 1951. i przetrwał do rezygnacji Churchilla 5 kwietnia 1955.
Członków ścisłego gabinetu wyróżniono tłustym drukiem.

## Skład rządu
| Urząd                                                                     | Imię i nazwisko | Kadencja                                                    |
| ------------------------------------------------------------------------- | --- | ----------------------------------------------------------- |
| Premier Pierwszy lord skarbu                                              | Winston Churchill | 1951–1955                                                   |
|                                                                           | |                                                             |
| Przewodniczący Izby Gmin                                                  | Harry Crookshank | 1951–1955                                                   |
| Przewodniczący Izby Lordów                                                | Robert Gascoyne-Cecil, 5. markiz Salisbury | 1951–1955                                                   |
| Lord kanclerz                                                             | Gavin Simonds, 1. baron Simonds David Maxwell Fyfe, 1. wicehrabia Kilmuir | 1951–1954 1954–1955                                         |
| Lord przewodniczący Rady                                                  | Frederick Marquis, 1. baron Woolton Robert Gascoyne-Cecil, 5. markiz Salisbury | 1951–1952 1952–1955                                         |
| Lord tajnej pieczęci                                                      | Robert Gascoyne-Cecil, 5. markiz Salisbury Harry Crookshank | 1951–1952 1952–1955                                         |
| Kanclerz skarbu                                                           | Rab Butler | 1951–1955                                                   |
| Minister spraw ekonomicznych                                              | Arthur Salter | 1951–1952                                                   |
| Parlamentarny sekretarz skarbu                                            | Patrick Buchan-Hepburn | 1951–1955                                                   |
| Finansowy sekretarz skarbu                                                | John Boyd-Carpenter Henry Brooke | 1951–1954 1954–1955                                         |
| Ekonomiczny sekretarz skarbu                                              | Reginald Maudling | 1952–1955                                                   |
| Lordowie skarbu                                                           | Harry Mackeson Herbert Butcher Edward Heath Tam Galbraith Dennis Vosper Hendrie Oakshott Martin Redmayne Richard Thompson Gerald Wills | 1951–1952 1951–1953 1951–1955 1951–1954 1952–1955 1954–1955 |
| Minister spraw zagranicznych                                              | Anthony Eden | 1951–1955                                                   |
| Minister stanu w ministerstwie spraw zagranicznych                        | Selwyn Lloyd Gerald Isaacs, 2. markiz Reading Anthony Nutting | 1951–1954 1954–1955                                         |
| Podsekretarz stanu w ministerstwie spraw zagranicznych                    | Gerald Isaacs, 2. markiz Reading Anthony Nutting Douglas Dodds-Parker Robin Turton Lord John Hope | 1951–1953 1951–1954 1954–1954 1954–1955                     |
| Minister spraw wewnętrznych                                               | David Maxwell Fyfe Gwilym Lloyd George | 1951–1954 1954–1955                                         |
| Podsekretarz stanu w ministerstwie spraw wewnętrznych                     | David Llewellyn Hugh Lucas-Tooth Alexander Lloyd, 2. baron Lloyd Stormont Mancroft, 2. baron Mancroft | 1951–1952 1952–1955 1952–1954 1954–1955                     |
| Pierwszy lord Admiralicji                                                 | James Thomas | 1951–1955                                                   |
| Parlamentarny i finansowy sekretarz przy Admiralicji                      | Allan Noble | 1951–1955                                                   |
| Cywilny lord Admiralicji                                                  | Simon Wingfield Digby | 1951–1955                                                   |
| Minister rolnictwa i rybołówstwa                                          | Thomas Dugdale Derick Heathcoat-Amory | 1951–1954 1954–1955                                         |
| Parlamentarny sekretarz w ministerstwie rolnictwa i rybołówstwa           | Bill Deedes Peter Carington, 6. baron Carrington Richard Nugent Michael Hicks-Beach, 2. hrabia St Aldwyn | 1951–1954 1951–1955 1954–1955                               |
| Minister lotnictwa                                                        | William Sidney, 6. baron De L’Isle i Dudley | 1951–1955                                                   |
| Podsekretarz stanu w ministerstwie lotnictwa                              | Nigel Birch George Ward | 1951–1952 1952–1955                                         |
| Minister ds. kolonii                                                      | Oliver Lyttelton Alan Lennox-Boyd | 1951–1954 1954–1955                                         |
| Minister stanu w ministerstwie ds. kolonii                                | Alan Lennox-Boyd Henry Hopkinson | 1951–1952 1952–1955                                         |
| Podsekretarz stanu w ministerstwie ds. kolonii                            | Geoffrey FitzClarence, 5. hrabia Munster Alexander Lloyd, 2. baron Lloyd | 1951–1954 1954–1955                                         |
| Minister ds. Wspólnoty Narodów                                            | Hastings Ismay, 1. baron Ismay Robert Gascoyne-Cecil, 5. markiz Salisbury Philip Cunliffe-Lister, 1. wicehrabia Swinton | 1951–1952 1952 1952–1955                                    |
| Podsekretarz stanu w ministerstwie ds. Wspólnoty Narodów                  | John Foster Douglas Dodds-Parker | 1951–1954 1954–1955                                         |
| Minister koordynator transportu, paliwa i energetyki                      | Frederick Leathers, 1. baron Leathers | 1951–1953                                                   |
| Minister obrony                                                           | Winston Churchill Harold Alexander, 1. hrabia Alexander of Tunis Harold Macmillan | 1951–1952 1952–1954 1954–1955                               |
| Parlamentarny sekretarz w ministerstwie obrony                            | Nigel Birch Peter Carington, 6. baron Carrington | 1952–1954 1954–1955                                         |
| Minister edukacji                                                         | Florence Horsbrugh David Eccles | 1951–1954 1954–1955                                         |
| Parlamentarny sekretarz w ministerstwie edukacji                          | Kenneth Pickthorn Dennis Vosper | 1951–1954 1954–1955                                         |
| Minister żywności                                                         | Gwilym Lloyd George Derick Heathcoat-Amory | 1951–1954 1954                                              |
| Parlamentarny sekretarz w ministerstwie żywności                          | Charles Hill | 1951–1954                                                   |
| Minister paliwa i energetyki                                              | Geoffrey William Lloyd | 1951–1955                                                   |
| Parlamentarny sekretarz w ministerstwie paliwa i energetyki               | Lancelot Joynson-Hicks | 1951–1955                                                   |
| Minister zdrowia                                                          | Harry Crookshank Iain Macleod | 1951–1952 1952–1955                                         |
| Parlamentarny sekretarz w ministerstwie zdrowia                           | Patricia Hornsby-Smith | 1951–1955                                                   |
| Minister budownictwa i samorządu lokalnego                                | Harold Macmillan Duncan Sandys | 1951–1954 1954–1955                                         |
| Parlamentarny sekretarz w ministerstwie budownictwa i samorządu lokalnego | Ernest Marples Bill Deedes | 1951–1954 1954–1955                                         |
| Minister pracy i służby narodowej                                         | Walter Monckton | 1951–1955                                                   |
| Parlamentarny sekretarz w ministerstwie pracy                             | Peter Bennett Harold Watkinson | 1951–1952 1952–1955                                         |
| Kanclerz Księstwa Lancaster                                               | Philip Cunliffe-Lister, 1. wicehrabia Swinton Frederick Marquis, 1. baron Woolton | 1951–1952 1952–1955                                         |
| Minister materiałów                                                       | Philip Cunliffe-Lister, 1. wicehrabia Swinton Arthur Salter Frederick Marquis, 1. baron Woolton | 1951–1952 1952–1953 1954–1954                               |
| Minister bez teki                                                         | Geoffrey FitzClarence, 5. hrabia Munster | 1954–1955                                                   |
| Minister zabezpieczenia socjalnego                                        | Osbert Peake | 1951–1953                                                   |
| Paymaster-General                                                         | Frederick Lindemann, 1. wicehrabia Cherwell George Douglas-Hamilton, 10. hrabia Selkirk | 1951–1953 1954–1955                                         |
| Minister emerytur                                                         | Derick Heathcoat-Amory Osbert Peake | 1951–1953 1954–1955                                         |
| Parlamentarny sekretarz w ministerstwie emerytur                          | John George Smyth Robin Turton Ernest Marples | 1951–1955 1951–1954 1954–1955                               |
| Poczmistrz generalny                                                      | Herbrand Sackville, 9. hrabia De Law Warr | 1951–1955                                                   |
| Asystent poczmistrza generalnego                                          | David Gammans | 1951–1955                                                   |
| Minister ds. Szkocji                                                      | James Stuart | 1951–1955                                                   |
| Minister stanu w ministerstwie ds. Szkocji                                | Alexander Douglas-Home, 14. hrabia Home | 1951–1955                                                   |
| Podsekretarz stanu w ministerstwie ds. Szkocji                            | Thomas Galbraith William McNair Snadden James Henderson-Stewart | 1951–1955 1952–1955                                         |
| Minister zaopatrzenia                                                     | Duncan Sandys Selwyn Lloyd | 1951–1954 1954–1955                                         |
| Parlamentarny sekretarz w ministerstwie zaopatrzenia                      | Toby Low Edward Boyle | 1951–1954 1954–1955                                         |
| Przewodniczący Zarządu Handlu                                             | Peter Thorneycroft | 1951–1955                                                   |
| Minister stanu ds. handlu                                                 | Derick Heathcoat-Amory | 1954–1954                                                   |
| Parlamentarny sekretarz przy Zarządzie Handlu                             | Henry Strauss | 1951–1955                                                   |
| Sekretarz handlu zamorskiego                                              | Henry Hopkinson Harry Mackeson | 1951–1952 1952–1953                                         |
| Minister transportu                                                       | John Maclay Alan Lennox-Boyd John Boyd-Carpenter | 1951–1952 1952–1954 1954–1955                               |
| Parlamentarny sekretarz w ministerstwie transportu                        | Gurney Braithwaite Reginald Maudling John Profumo Hugh Molson | 1951–1953 1952 1952–1955 1954–1955                          |
| Minister wojny                                                            | Antony Head | 1951–1955                                                   |
| Podsekretarz stanu i finansowy sekretarz w ministerstwie wojny            | James Hutchison Fitzroy Maclean | 1951–1954 1954–1955                                         |
| Minister robót                                                            | David Eccles Nigel Birch | 1951–1954 1954–1955                                         |
| Parlamentarny sekretarz w ministerstwie robót                             | Hugh Molson Reginald Bevins | 1951–1953 1954–1955                                         |
| Prokurator generalny                                                      | Lionel Heald Reginald Manningham-Buller | 1951–1954 1954–1955                                         |
| Solicitor General                                                         | Reginald Manningham-Buller Harry Hylton-Foster | 1951–1954 1954–1955                                         |
| Lord adwokat                                                              | James Latham Clyde William Rankine Milligan | 1951–1954 1954–1955                                         |
| Solicitor General dla Szkocji                                             | William Rankine Milligan William Grant | 1951–1954 1955                                              |
| Skarbnik Dworu Królewskiego                                               | Cedric Drewe | 1951–1955                                                   |
| Kontroler Dworu Królewskiego                                              | Roger Conant Tam Galbraith | 1951–1954 1954–1955                                         |
| Wiceszambelan Dworu Królewskiego                                          | Henry Studholme | 1951–1955                                                   |
| Kapitan Gentelmen-at-Arms                                                 | Hugh Fortescue, 5. hrabia Fortescue | 1951–1955                                                   |
| Kapitan Ochotników Gwardii                                                | William Onslow, 6. hrabia Onslow | 1951–1955                                                   |
| Lord-in-waiting                                                           | Frederick Smith, 2. hrabia Birkenhead George Douglas-Hamilton, 10. hrabia Selkirk Alexander Lloyd, 2. baron Lloyd Stormont Mancroft, 2. baron Mancroft Bladen Hawke, 9. baron Hawke Thomas Fairfax, 13. lord Fairfax of Cameron John Cavendish, 5. baron Chesham | 1951–1955 1951–1953 1951–1952 1952–1954 1954–1955 1955      |